# Каскатское сельское поселение
Каскатский сельский округ — сельский округ в Исилькульском районе Омской области.
Административный центр — аул Каскат.

## География
Расстояние до районного центра — 16 км.

## Административное деление
| статус | населённый пункт | год основания |
| ------ | ---------------- | ------------- |
| аул    | Каска́т           | ?             |
| село   | Кро́мы            | 1909          |